# أشتورية
أَشْتُورِيَة أو أَشْتُورِيش (رَسْمِيًّا: إِمَارَةُ أَشْتُورِيش) (بالإسبانية: Principado de Asturias) منطقة تقع في شمال غرب إسبانيا، من سبع عشرة منطقة حكم ذاتي في إسبانيا.
عاصمتها هي مدينة أبيط، تنفرد المنطقة بمقاطعة واحدة وهي أشتورية.

## الجغرافيا
تقع أشتورية في شمال غرب إسبانيا يحدها من الشمال بحر كانتابريا، ومن الجنوب منطقة قشتالة وليون، ومن الشرق منطقة كانتابريا، ومن الغرب منطقة جليقية.
تبلغ مساحة أشتورية 10.603 كم² (عاشر أكبر منطقة من حيث المساحة في إسبانيا).

### الأنهار
أهم أنهار أشتورية:
- نهر ديفـا (Río Deva)
- نهر أو (Río Eo)
- نهر سيا (Río Sella)
- نهر نافيا (Río Navia)
- نهر نالـون (Río Nalón)
- نهر نارثيـا (Río Narcea)

## التاريخ
- 29 بعد الميلاد: خضوع المنطقة تحت هيمنة الإمبراطورية الرومانية.
- 410: احتلال السويبيين للمنطقة.
- 585 : وقوع المنطقة تحت نظام حكم القوط الغربيين.
- 718: أستورياس تعلن استقلالها عن القوط الغربيون والقيام بتأسيس مملكة أشتوريش.
- 722: اندلاع معركة كوفادونجا بين المسلمين ومملكة أستورياس.
- القرن العاشر: خضوع المنطقة تحت سيطرة مملكة ليون.
- 1608: إنشاء جامعة أوفييدو.
- 1808: احتلال فرنسا للمنطقة.
- يوليو 1812: تحرير المنطقة من الاحتلال الفرنسي.
- 30 ديسمبر 1981: إصدار النظام الأساسي للحكم الذاتي في المنطقة، وبالتالي تتمتع منطقة أستورياس بالحكم الذاتي.

## التقسيمات الإدارية
تنقسم منطقة أشتورية إلى مقاطعة رئيسية واحدة، وهي:
| المقاطعة | الاسم بالإسبانية | عدد السكان | عدد البلديات |
| -------- | ---------------- | ---------- | ------------ |
| أشتورية  | Asturias         | 1.081.487  | 78           |

## معرض صور

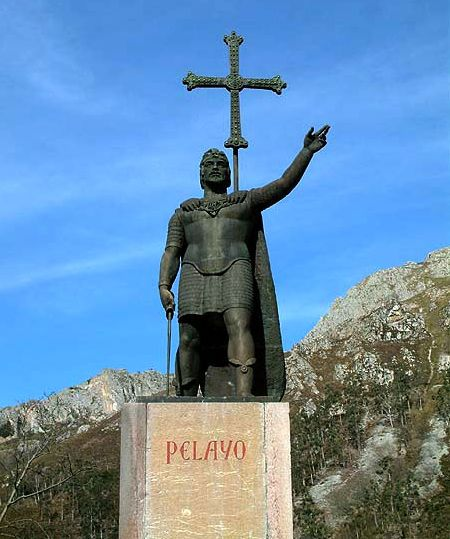
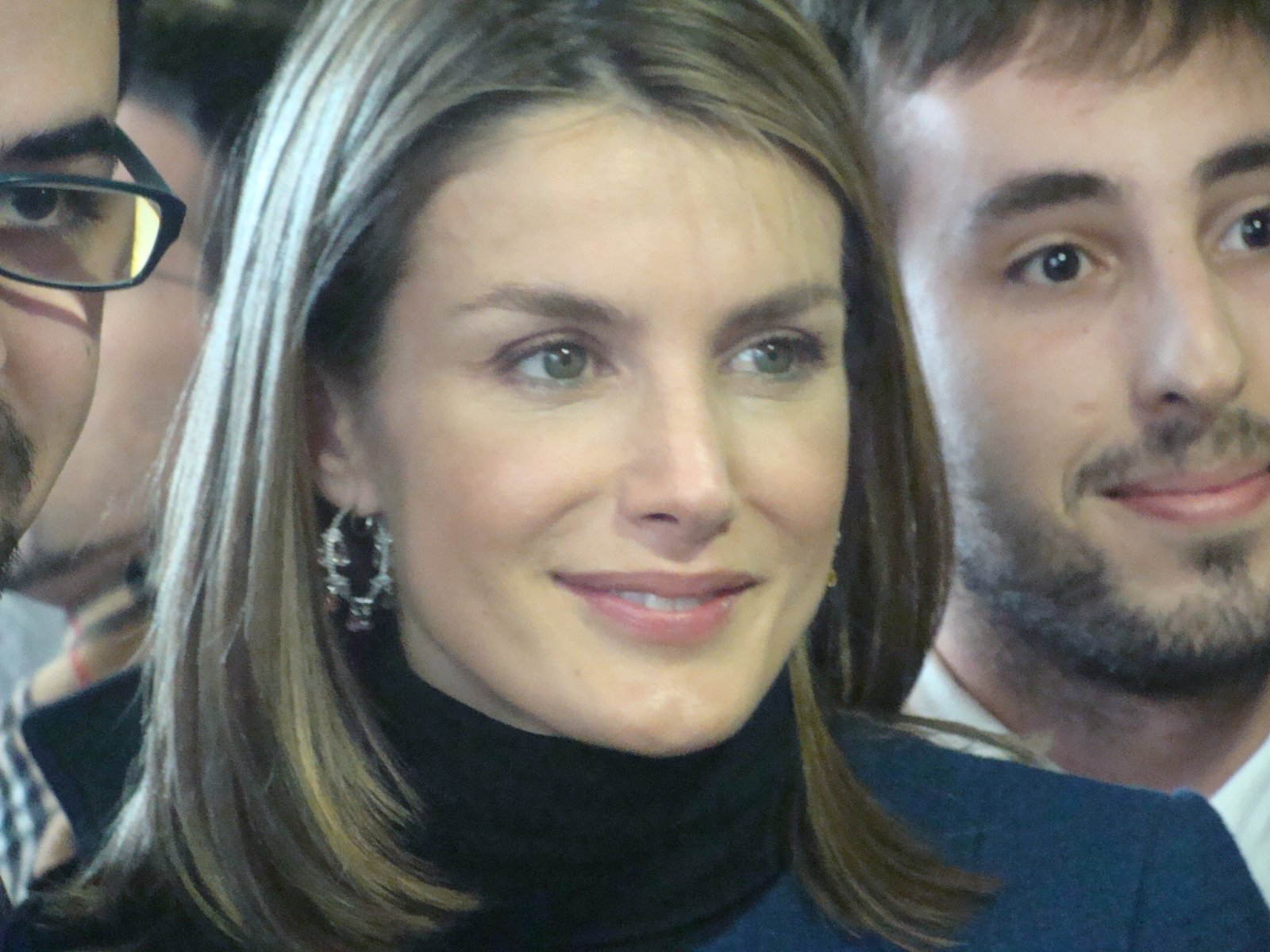
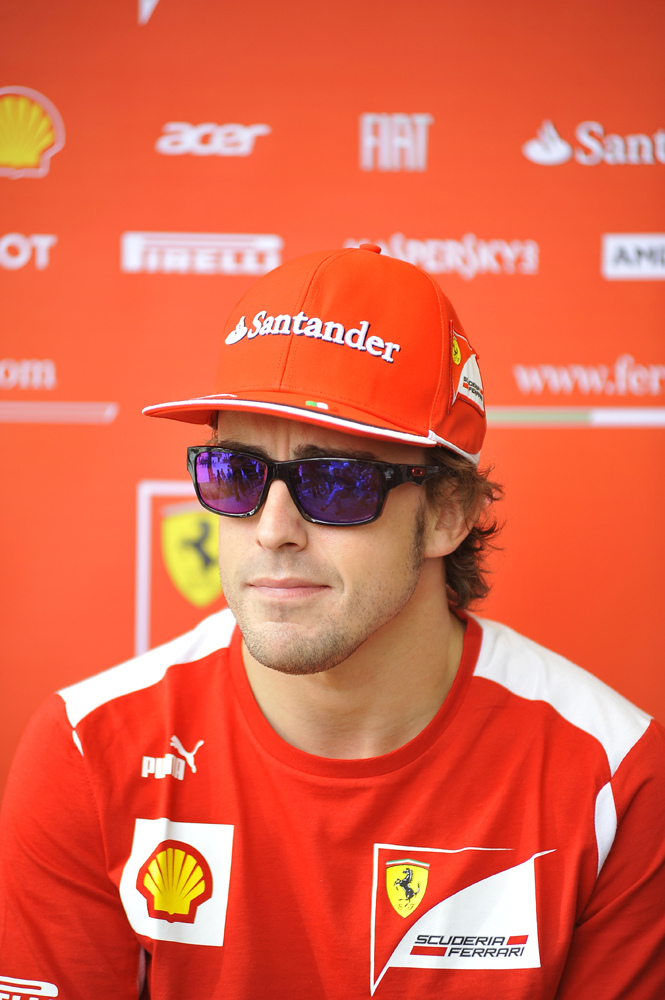

## أعلام
- لوسيا غونزاليس بلانكو
- سيرجيو سانشيز
- بيدرو مينينديث ماركيز
- أوريليوس ملك أستورياس
- فيكتور غارسيا